# Joseph Pibul Visitnondachai
Joseph Pibul Visitnondachai (ur. 1 czerwca 1946 w Bang Buathong) – tajski duchowny rzymskokatolicki, w latach 2009–2024 biskup Nakhon Sawan.

## Życiorys
Święcenia kapłańskie przyjął 17 marca 1974 i został inkardynowany do archidiecezji Bangkok. Był m.in. rektorem niższego seminarium w Sampran, wikariuszem biskupim ds. dzieł miłosierdzia oraz sekretarzem komisji Episkopatu Tajlandii ds. społecznych.
19 czerwca 2009 został mianowany biskupem Nakhon Sawan. Sakry biskupiej udzielił mu 12 września 2009 abp Michael Michai Kitbunchu.
13 lutego 2024 papież przyjął jego rezygnację z pełnionego urzędu złożoną ze względu na wiek.  